# Kostel svatého Jana Křtitele (Vidonice)
Kostel svatého Jana Křtitele je římskokatolický, filiální, orientovaný kostel v Vidonicích, které jsou součástí obce Pecka. Patří do farnosti Pecka. Kostel je od 3. května 1958 chráněn jako kulturní památka České republiky.

## Historie
První kostel na místě současného stával již ve 12. století. Později se stal kostelem farním, v roce 1350 je zmiňována fara, která později vyhořela. Vidonice byly přifařeny pod Pecku, kam patří dosud. Dřevěný kostel byl vypálen a rozbořen za vpádu Švédů (1638-1643), kdy byla obec třikrát vypálena. Další dřevěný kostel na stejném místě byl postaven v roce 1666. V letech 1732 až 1736 byl opět na stejném místě postaven kartuziány kamenný kostel v barokním slohu, který je zasvěcen sv. Janu Křtiteli. Stavitelem kostela byl Václav Heldt.

## Architektura
Jednolodní stavba s oválným závěrem a lodí s obdélníkovým půdorysem. Hranolovitá věž se nachází před západním průčelím kostela. Vnitřek kostela je členěn římsou, v koutech jsou římsami ukončené pilastry. Na stropě lodi je dekorativní štuk. Kostel je zapsán na seznamu ohrožených nemovitých památek ČR. Důvodem je závažně poškozený krov věže a důsledky zatékání do kostelní lodi.

## Interiér
Inventář pochází z kartuziánského kláštera ve Valdicích. Na hlavním vyřezávaném oltáři z první poloviny 18. století je středová socha sv. Jana Křtitele. Boční sochy zobrazují sv. Augustina a sv. Vojtěcha. Kazatelna je ze stejného období. Boční oltáře jsou zasvěceny sv. Josefu a sv. Anně a jsou doplněny sochami. Obrazy na oltářích, které byly přemalovány roku 1902, zobrazují smrt sv. Josefa a smrt sv. Anny.

## Bohoslužby
Bohoslužby se konají o pouti a o posvícení.